# Synetic
Synetic GmbH era una compañía alemana especializada en videojuegos de carreras. La compañía fue fundada en 1996 en Gütersloh por cinco exmiembros de Ascaron. Los cinco miembros originales seguían trabajando para la compañía hasta que la compañía fue liquidada en mayo de 2014. Aunque la compañía con su equipo de ocho empleados era bastante pequeña y sus juegos son prácticamente desconocidos fuera de Alemania, sus títulos son entre los juegos de carreras más populares en Alemania y están constantemente entre los juegos más vendidos de Alemania.
Aunque originalmente solo desarrollaba juegos para PC con Windows, los lanzamientos posteriores de Synetic (a partir de 2003 Mercedes Benz World Racing) también estaban disponibles para una selección de consolas.
El 31 de marzo de 2014, Synetic dejó de producir videojuegos.

## Videojuegos
- Have a N.I.C.E. day! (1997), un  arcade racer centrado en acrobacias como saltos largos y bucles, fue el primer lanzamiento de Synetic. El juego era inusual para un juego de carreras, ya que ofrecía solo tres modelos básicos de automóviles que el jugador podía ajustar y modificar para adaptarse a una amplia variedad de estilos de conducción diferentes. Según las declaraciones hechas por los empleados de Synetic en el foro de su sitio web, el término "N.I.C.E.", que también apareció en el título de seguimiento de Synetic, fue inicialmente una abreviatura de algún concepto en el juego, pero aparentemente ninguno de los miembros del equipo recuerda lo que significaba.[2]
- N.I.C.E. 2 (1998), lanzado como Breakneck en el mercado internacional, presentó tres clases distintas de autos (clásicos, autos contemporáneos de alto rendimiento y autos de tamaño micro como el Fiat 500), junto con algunos clases especiales como Fórmula 1 autos y karts. El complicado modo de carrera del juego, que tenía que jugarse para desbloquear autos y pistas, así como el modo de tiroteo en el que los jugadores podían armar sus autos con ametralladoras y lanzacohetes, se encontraron con reacciones bastante mixtas por parte de los jugadores. Un DLC, N.I.C.E. 2 Tune-Up, intenta abordar estos problemas proporcionando una interfaz simple y optimizada para seleccionar carreras y eliminando el modo de tiroteo. Debido a la financiación limitada de Synetic en el momento en que se desarrolló el juego, y al hecho de que muchos fabricantes de automóviles se negaron a asociarse con un juego de disparos, los automóviles en el juego no tenían licencia de los fabricantes de automóviles. Aunque instantáneamente reconocibles como sus contrapartes del mundo real, los modelos de los autos en 3D se cambiaron ligeramente, y los autos recibieron nombres imaginarios.
- Mercedes-Benz Truck Racing (2000) fue el primer juego con licencia de Synetic, con camiones de carreras de Mercedes-Benz que se podía conducir en una variedad de pistas de carreras del mundo real.
- Mercedes-Benz World Racing (2003), Usando sus contactos con Mercedes, Synetic pudo lanzar este título en 2003. El juego, más o menos similar a Need for Speed: Porsche Unleashed de Electronic Arts, presentó una amplia selección de autos de Mercedes que van desde los clásicos Silberpfeil a los autos contemporáneos de alto rendimiento. Fue el primer juego de Synetic que eliminó las pistas de carreras fijas, en su lugar, ofrecía entornos grandes y abiertos con múltiples calles que el jugador podía explorar. El juego también ofrecía varios modos de carrera nuevos, como carreras de puntos de control a campo traviesa.
- World Racing 2 (2005) Lanzado para PC y Xbox. Presenta una variedad de modelos de automóviles con licencia, que van desde autos deportivos clásicos hasta prototipos y SUVs. El juego también presenta los entornos abiertos y una amplia selección de modos de carrera que se encuentran en su predecesor. Las nuevas características incluyen un modelo de daños detallado, tráfico y el uso de faros y señales de giro. El jugador puede personalizar los vehículos eligiendo varios trabajos de pintura, vinilos y llantas.
- Alarm für Cobra 11: Nitro (2006) basado en la serie de televisión alemana del mismo nombre. Cuenta con 27 misiones y 3 escenarios (Autobahn, City, Countryside) y utiliza una versión mejorada del motor gráfico utilizado en la serie World Racing.
- Alarm für Cobra 11: Crash Time (2007) Cuenta con hasta 50 misiones no lineales en diferentes escenarios y utiliza una versión mejorada del mismo motor gráfico utilizado en la serie World Racing.
- Alarm für Cobra 11: Burning Wheels (2008) también conocido como Crash Time II. Otro título siguiendo la línea AFC11. El juego utiliza una versión aún más mejorada del motor gráfico World Racing. Puede encontrar información adicional y capturas de pantalla en el sitio y foro oficial de Synetic.
- Ferrari Virtual Race (2009) Desarrollado por Synetic, aunque según el contrato, el título de Synetic nunca aparece en el juego. El juego es gratuito y cuenta con 3 Ferraris en la pista de Mugello. El juego se basa en el mismo motor World Racing mejorado.
- Alarm für Cobra 11: Highway Nights (2009) también conocido como Crash Time III. Esta generación presentó la capacidad de conducir de noche en ambos escenarios por primera y única vez en los escenarios.
- Alarm für Cobra 11: The Syndicate (2010) también conocido como Crash Time 4: The Syndicate. El primer juego de la serie AFC11 con modo multijugador donde hasta ocho jugadores pueden competir en línea. Synetic ha recreado más de 100 km de carreteras y secciones de carreteras del área metropolitana de Colonia. Hay más de 40 vehículos diferentes para elegir.[3] DTP Entertainment lanzó el juego para PC, PS3 y Xbox 360.
- Alarm für Cobra 11: Undercover (2012) también conocido como Crash Time 5: Undercover. Viene con más armas y misiones llenas de acción, pero se pierde la función de recorrido libre de otros juegos de la serie.